# Our Last Crusade or the Rise of a New World
Our Last Crusade or the Rise of a New World (キミと僕の最後の戦場、あるいは世界が始まる聖戦?, Kimi to boku no saigo no senjō, aruiwa sekai ga hajimaru seisen, lett. "Il nostro ultimo campo di battaglia o la guerra santa dove nascerà il mondo") è una serie di light novel scritta da Kei Sazane e illustrata da Ao Nekonabe, edita dall'etichetta Fujimi Fantasia Bunko di Fujimi Shobō dal 20 maggio 2017. Un adattamento manga, disegnato da Okama, è stato serializzato dall'11 maggio 2018 al 12 marzo 2021, mentre un adattamento anime, prodotto da Silver Link, è stato trasmesso in Giappone dal 7 ottobre al 23 dicembre 2020. La seconda stagione, prodotta da Silver Link e Studio Palette, è iniziata il 10 luglio 2024. Tuttavia, a causa di ritardi nella produzione, è stata ripresa la trasmissione a partire dal 10 aprile 2025 e si è conclusa il 25 giugno successivo.

## Trama
Per anni, una guerra apparentemente infinita ha infuriato tra il tecnologicamente avanzato Impero Celeste e il Paese di potenti utilizzatori della magia noto come Sovranità di Nebulus. Nel presente, un maestro spadaccino dell'Impero di nome Iska e la "Strega della Calamità di Ghiaccio" della famiglia regnante di Nebulis, Aliceliese, si incontrano sul campo di battaglia, determinati a uccidersi a vicenda. Seppure nemici, entrambi nutrono il desiderio segreto di porre fine pacificamente alla guerra tra le loro due nazioni senza ulteriori spargimenti di sangue. Mentre le circostanze cospirano continuamente per farli incontrare, Iska e Alice iniziano a chiedersi se possono trovare la pace l'uno con l'altra e, attraverso questa, creare un percorso per porre fine alla guerra.

## Personaggi

### Personaggi principali

Alice (a sinistra) e Iska (a destra)

Iska (イスカ?, Isuka)
Doppiato da: Yūsuke Kobayashi
Leader non ufficiale della 907ª Unità dell'Impero Celeste, è uno spadaccino impareggiabile che brandisce spade astrali di colore bianco e nero in grado di annullare la maggior parte dei tipi di magia. All'età di 16 anni è stato riconosciuto come il più giovane Santo Discepolo nella storia dell'Impero. Tuttavia, per ragioni inspiegabili, liberò una strega che era detenuta in una prigione imperiale, il che lo privò del titolo e lo fece imprigionare per un anno come punizione. Ora, però, i capi dell'Impero gli hanno dato un'altra possibilità di libertà, a patto che uccida una certa strega purosangue. Tuttavia, Iska cerca di trovare un modo per porre fine alla guerra in corso senza ulteriori spargimenti di sangue.
Aliceliese Lou Nebulis IX (アリスリーゼ・ルゥ・ネビュリス9世?, Arisurīze Rū Nebyurisu 9-sei)
Doppiata da: Sora Amamiya
Aliceliese, o "Lady Alice", è una "Strega della Calamità di Ghiaccio" di razza pura, dotata di una potente magia basata sul ghiaccio che rivaleggia con la maggior parte degli altri maghi astrali della sua patria, la Sovranità di Nebulis. Come figlia della famiglia reale di Nebulis, Alice è in linea di successione per il trono che Millavair, l'attuale regina e sua madre, occupa attualmente. Dopo essersi imbattuta più volte in Iska, inizia a provare dei sentimenti per lui e tenta persino di reclutarlo per la sua causa. Come Iska, anche lei cerca di porre fine alla guerra tra i due Paesi senza ulteriori spargimenti di sangue. Tuttavia, questi ideali sollevano tensioni con la madre, che non vede alcuna via di pace con l'Impero, arrivando persino a bruciare le opere d'arte nella sua stanza personale che sono state realizzate all'interno dell'Impero.

### Impero Celeste
Jhin Syulargun (ジン・シュラルガン?, Jin Shurarugan)
Doppiato da: Shunichi Toki
Abile tiratore scelto della 907ª Unità che di solito parla con tono asciutto.
Mismis Klass (ミスミス・クラス?, Misumisu Kurasu)
Doppiata da: Nao Shiraki
Capitano della 907ª Unità. Nonostante abbia l'aspetto di una bambina, si comporti come un'imbranata e abbia poca forza fisica, continua a fornire supporto morale ai suoi compagni dell'unità. In seguito, viene esposta a un vortice stellare e viene marchiata come maga astrale. Sebbene i suoi poteri siano attualmente sconosciuti, il resto dell'Unità è costretto a nascondere il suo marchio per evitare che l'Impero faccia esperimenti su di lei o la condanni a morte.
Nene Alkastone (音々・アルカストーネ?, Nene Arukasutōne)
Doppiata da: Kaori Ishihara
Meccanico da campo e progettista di armi della 907ª Unità, che crea e utilizza equipaggiamenti anti-magia durante le missioni.
Risya In Empire (璃洒・イン・エンパイア?, Rurisha In Enpaia)
Doppiata da: Ayana Taketatsu
Il quinto membro Santi Discepoli.
Nameless (ネームレス?, Nēmuresu)
Doppiato da: Jun Kasama
Un assassino e ottavo membro dei Santi Discepoli.
Shanorotte Gregory (シャノロッテ・グレゴリー?, Shanorotte Guregorī)
Doppiata da: Ami Koshimizu
Il capitano della 104ª Unità. È un'amica di Mismis.
Imperatore Yunmelngen (天帝ユンメルンゲン?, Tentei Yunmerungen)
Doppiato da: Aoi Yūki
L'imperatore dell'impero.
Johaim Leo Armadel (ヨハイム・レオ・アルマデル?, Yohaimu Reo Arumaderu)
Doppiato da: Junya Enoki
Il primo membro dei Santi Discepoli.
May (冥?, Mei)
Doppiata da: Miyu Tomita
Il terzo membro dei Santi Discepoli.
Magnacasa Gunfight (マグナカッサ・ガンファイト?, Magunakasa Ganfaito)
Doppiato da: Shō Hayami
Il quarto membro dei Santi Discepoli.
Sir Karosos Newton (サー・カロッソス・ニュートン?, Sā Karososu Nyūton)
Doppiato da: Tomokazu Sugita
Il decimo membro dei Santi Discepoli.
Garganly (ガルガンリィ?, Garuganrii)
Doppiato da: Kazuyuki Okitsu
L'undicesimo membro dei Santi Discepoli.

### Sovranità di Nebulis
Rin Vispose (燐・ヴィスポーズ?, Rin Visupōzu)
Doppiata da: Yumiri Hanamori
La cameriera personale e la guardia del corpo di Alice, che l'ha servita fin dalla prima infanzia. Oltre alla sua abilità fisica e marziale, Rin è una potente maga astrale che usa la magia della terra per creare golem.
Sisbell Lou Nebulis IX (シスベル・ルゥ・ネビュリス9世?, Shisuberu Rū Nebyurisu 9-sei)
Doppiata da: Azumi Waki
Sorella minore di Alice, tenuta prigioniera nell'Impero finché Iska non la liberò un anno prima dell'inizio della storia. Possiede un'abilità psicometrica chiamata "Lamplight", grazie alla quale può vedere cose accadute fino a 200 anni nel passato, nel raggio di 3 chilometri (circa 2 miglia) intorno a lei. Crede che sia una minaccia per la sua famiglia che solo Iska può aiutarla a risolvere.
Millavair Lou Nebulis VIII (ミラベア・ルゥ・ネビュリス8世?, Mirabea Rū Nebyurisu 8-sei)
Doppiata da: Aya Hisakawa
Regina della Sovranità di Nebulis.
Elletear Lou Nebulis IX (イリーティア・ルゥ・ネビュリス9世?, Irītia Ruu Nebyurisu 9-sei)
Doppiata da: Miyuki Sawashiro
Sorella maggiore di Alice e Sisbell.
Lord Maschera (仮面卿?, Kamen kyō)
Doppiato da: Hikaru Midorikawa
Il capo della famiglia Zoa.
Kissing Zoa Nebulis IX (キッシング・ゾア・ネビュリス9世?, Kisshingu Zoa Nebyurisu 9-sei)
Doppiata da: Konomi Kohara
Un membro purosangue della famiglia Zoa. Ha il potere di decostruire e ricostruire la materia a suo piacimento.
Fondatrice Nebulis (始祖ネビュリス世?, Shiso Nebyurisu)
Doppiata da: Hōko Kuwashima
La fondatrice della Sovranità di Nebulis.
Growley (グロウリィ?, Gurourii)
Doppiato da: Takehito Koyasu
Il capo della famiglia Zoa. È costretto sua una sedia a rotelle.
Talisman (タリスマン?, Tarisuman)
Doppiato da: Ryōtarō Okiayu
Il capo della famiglia Hydra.
Vichyssoise Alek Hydra (ヴィソワーズ・アレク・ヒュドラ?, Bisowāzu Areku Hyudora)
Doppiata da: Rie Takahashi
Un membro della famiglia Hydra che è un inquisitore.

### Altri personaggi
Crosswell Nes Lubigate (クロスウェル・ネス・リビュゲート?, Kurosuweru Nesu Ribyugēto)
Doppiato da: Kohsuke Toriumi
L'ex impugnatore delle spade astrali che è il mentore di Iska e Jhin.
Salinger (サリンジャー?, Sarinjā)
Doppiato da: Toshihiko Seki
Soprannominato il "Demone Trascendente", è un criminale imprigionato per aver attaccato la precedente regina della Sovranità di Nebulis.

## Media

### Light novel
La serie è scritta da Kei Sazane con le illustrazioni di Ao Nekonabe. Il primo volume è stato pubblicato dall'etichetta Fujimi Fantasia Bunko di Fujimi Shobō il 20 maggio 2017 e al 19 ottobre 2024 ne sono stati messi in vendita in tutto sedici. In America del Nord la serie è edita dal 24 settembre 2019 da Yen Press.
| Nº   | Data di prima pubblicazione | Data di prima pubblicazione | Data di prima pubblicazione |
| Nº   | Giapponese                  | Giapponese                  |                             |
| ---- | --------------------------- | --------------------------- | --------------------------- |
| 1    | 20 maggio 2017              | ISBN 978-4-04-072307-5      |                             |
| 2    | 20 luglio 2017              | ISBN 978-4-04-072308-2      |                             |
| 3    | 20 dicembre 2017            | ISBN 978-4-04-072518-5      |                             |
| 4    | 20 aprile 2018              | ISBN 978-4-04-072519-2      |                             |
| 5    | 18 agosto 2018              | ISBN 978-4-04-072866-7      |                             |
| 6    | 20 dicembre 2018            | ISBN 978-4-04-072867-4      |                             |
| 7    | 20 settembre 2019           | ISBN 978-4-04-073179-7      |                             |
| 8    | 20 dicembre 2019            | ISBN 978-4-04-073181-0      |                             |
| 9    | 17 aprile 2020              | ISBN 978-4-04-073182-7      |                             |
| SF   | 17 luglio 2020              | ISBN 978-4-04-073730-0      |                             |
| 10   | 17 ottobre 2020             | ISBN 978-4-04-073729-4      |                             |
| SF 2 | 19 dicembre 2020            | ISBN 978-4-04-073731-7      |                             |
| 11   | 20 maggio 2021              | ISBN 978-4-04-074077-5      |                             |
| 12   | 20 ottobre 2021             | ISBN 978-4-04-074078-2      |                             |
| 13   | 19 marzo 2022               | ISBN 978-4-04-074443-8      |                             |
| SF 3 | 20 agosto 2022              | ISBN 978-4-04-074617-3      |                             |
| 14   | 20 dicembre 2022            | ISBN 978-4-04-074444-5      |                             |
| 15   | 20 giugno 2023              | ISBN 978-4-04-074980-8      |                             |
| 16   | 19 ottobre 2024             | ISBN 978-4-04-074981-5      |                             |

### Manga
Un adattamento manga, disegnato da Okama, è stato serializzato sulla rivista Young Animal di Hakusensha dall'11 maggio 2018 al 12 marzo 2021. I vari capitoli sono stati raccolti in 7 volumi tankōbon dal 26 dicembre 2018 al 28 aprile 2021. In America del Nord la serie è edita dal 5 novembre 2019 da Yen Press.

#### Volumi
| 1 | 26 dicembre 2018 | ISBN 978-4-592-16301-5 |
| 1 | Capitoli (traduzioni letterali dei titoli) - 1. Il ragazzo e la strega 1 (少年と魔女 1?, Shōnen to majo 1) - 2. Il ragazzo e la strega 2 (少年と魔女 2?, Shōnen to majo 2) - 3. Le persone che ho incontrato 1 (僕が、私が、出会った人は 1?, Boku ga, watashi ga, deatta hito wa 1) - 4. Le persone che ho incontrato 2 (僕が、私が、出会った人は 2?, Boku ga, watashi ga, deatta hito wa 2) - 5. Ciò che collega i nostri destini (運命をつなぐもの?, Unmei o tsunagu mono) |                        |
| 2 | 29 maggio 2019 | ISBN 978-4-592-16302-2 |
| 2 | Capitoli (traduzioni letterali dei titoli) - 6. Tra missione ed emozione 1 (使命と心情のはざまに 1?, Shimei to shinjō no hazama ni 1) - 7. Tra missione ed emozione 2 (使命と心情のはざまに 2?, Shimei to shinjō no hazama ni 2) - 8. Tra missione ed emozione 3 (使命と心情のはざまに 3?, Shimei to shinjō no hazama ni 3) - 9. Fondatore 1 (始祖 1?, Shiso 1) - 10. Fondatore 2 (始祖 2?, Shiso 2) - 11. Iska e Alice 1 (イスカとアリス 1?, Isuka to Arisu 1) - 12. Iska e Alice 2 (イスカとアリス 2?, Isuka to Arisu 2) - 13. Sotto questo bellissimo cielo stellato (この美しい星空の下で?, Kono utsukushī hoshizora no shita de) |                        |
| 3 | 26 dicembre 2019 | ISBN 978-4-592-16303-9 |
| 3 | Capitoli (traduzioni letterali dei titoli) - 14. La fonte eruttante della linea stellare (星脈噴出泉?, Seimyaku funshutsusen) - 15. Il jackpot della vita e della morte (生死のジャックポット?, Seishi no Jakkupotto) - 16. Kissing la purosangue (純血種 キッシング?, Junkesshu Kisshingu) - 17. Il simbolo stellare della strega (魔女の星紋?, Majo no hoshi mon) - 18. Arbitrario (独断?, Dokudan) - 19. Imitazione delle stelle (星のイミテーション?, Hoshi no Imitēshon) |                        |
| 4 | 29 luglio 2020 | ISBN 978-4-592-16304-6 |
| 4 | Capitoli (traduzioni letterali dei titoli) - 20. Anche se voglio andarmene 1 (離れたくても 1?, Hanaretakute mo 1) - 21. Anche se voglio andarmene 2 (離れたくても 2?, Hanaretakute mo 2) - 22. Salinger il trascendente (超越のサリンジャー?, Chōetsu no Sarinjā) - 23. Il superuomo e il maniaco della battaglia 1 (超人と戦闘狂 1?, Chōjin to sentō kyō 1) - 24. Il superuomo e il maniaco della battaglia 2 (超人と戦闘狂 2?, Chōjin to sentō kyō 2) - 25. È tempo di una vacanza (いざ、バカンス?, Iza, bakansu) |                        |
| 5 | 29 settembre 2020 | ISBN 978-4-592-16305-3 |
| 5 | Capitoli (traduzioni letterali dei titoli) - 26. Sisbell, la strega che prega le stelle (星に祈る魔女シスベル?, Hoshi ni inoru majo Shisuberu) - 27. Tre sorelle 1 (三姉妹 1?, San shimai 1) - 28. Tre sorelle 2 (三姉妹 2?, San shimai 2) - 29. 907ª unità 1 (第九〇七部隊 1?, Dai kyū nana bu-tai 1) - 30. 907ª unità 2 (第九〇七部隊 2?, Dai kyū nana bu-tai 2) - 31. Cacciatori di streghe 1 (魔女狩りの処刑執行体 1?, Majokari no shokei shikkō-tai 1) |                        |
| 6 | 25 dicembre 2020 | ISBN 978-4-592-16306-0 |
| 6 | Capitoli (traduzioni letterali dei titoli) - 32. Cacciatori di streghe 2 (魔女狩りの処刑執行体 2?, Majokari no shokei shikkō-tai 2) - 33. Cacciatori di streghe 3 (魔女狩りの処刑執行体 3?, Majokari no shokei shikkō-tai 3) - 34. Scambio equivalente della strega (魔女の等価交換?, Majo no tōka kōkan) - 35. Conto alla rovescia della guerra delle sorelle (姉妹戦争カウントダウン?, Shimai sensō Kauntodaun) - 36. La grande esplosione di Alice (アリス大爆発?, Arisu dai bakuhatsu) - 37. Complotto per assassinare la regina (女王暗殺計画?, Joō ansatsu keikaku)                                                             |                        |
| 7 | 28 aprile 2021 | ISBN 978-4-592-16307-7 |
| 7 | Capitoli (traduzioni letterali dei titoli) - 38. L'integrazione tra umani e spiriti (人と星霊の統合?, Hito to hoshi rei no tōgō) - 39. Dove è finito? (どこで途絶えた??, Doko de todaeta?) - 40. Mi chiamo Elletear (イリーティアと申します?, Irītia tomōshimasu) - 41. Alice non ce la fa a trattenersi (アリス我慢できない?, Arisu gaman dekinai) - 42. Inizia la guerra delle tre sorelle (三姉妹戦争勃発?, San shimai sensō boppatsu) - Finale. Tu e io (キミと僕の?, Kimi to boku no) |                        |

### Anime

Logo della serie

Annunciato il 20 ottobre 2019 all'evento Fantasia Bunko Kanshasai 2019, un adattamento anime, prodotto da Silver Link e codiretto da Shin Ōnuma e Mirai Minato, è stato trasmesso in Giappone tra il 7 ottobre e il 23 dicembre 2020. La composizione della serie è stata affidata a Kento Shimoyama, mentre la colonna sonora è stata composta dal gruppo Elements Garden. Le sigle di apertura e chiusura sono rispettivamente Against. di Kaori Ishihara e Kōri no torikago (氷の鳥籠?) di Sora Amamiya. La serie è stata trasmessa in simulcast da Funimation in America del Nord e sul sito AnimeLab in Australia e Nuova Zelanda. In Italia la serie è stata distribuita in latecast in versione sottotitolata su Crunchyroll a gennaio 2023.
Il 1º ottobre 2021 è stato dato il via libera alla produzione di un sequel, che in seguito si è rivelato essere una seconda stagione. Quest'ultima sarà animata da Silver Link e Studio Palette e diretta da Yuki Inaba, con Studio Palette accreditato per la sceneggiatura, Kaori Yoshihara per il character design e gli Elements Garden che compongono la colonna sonora. Inizialmente prevista per il 2023, successivamente è stata posticipata al 10 luglio 2024. La sigla d'apertura è Senaka awase (セナカアワセ? lett. "Fianco a fianco") delle AliA mentre quella di chiusura è Para Bellum di Sizuk.
Il 6 agosto 2024 è stato annunciato che il quinto e i successivi episodi della seconda stagione sono stati rinviati a tempo indeterminati, con la motivazione di "mantenere la qualità" della produzione. Al suo posto, episodi selezionati della prima stagione hanno occupato il resto della trasmissione. La stagione è tornata in onda a partire dal 10 aprile 2025, con il primo nuovo episodio trasmesso l'8 maggio dello stesso anno; la trasmissione si è conclusa il 25 giugno seguente.

#### Episodi

##### Prima stagione
| Nº serie | Nº | Titolo italiano Giapponese 「Kanji」 - Rōmaji | In onda          | In onda |
| Nº serie | Nº | Titolo italiano Giapponese 「Kanji」 - Rōmaji | Giapponese       |         |
| 1        | 1  | Incontro: Le armi supreme di due nazioni 「邂逅 ―２つの国の最終兵器―」 - Kaigō: 2-tsu no kuni no saishū heiki | 7 ottobre 2020   |         |
| 1        | 1  | Iska, il più giovane Santo Discepolo dell'Impero Celeste, aiuta una strega a fuggire dalla prigionia per motivi sconosciuti, per poi essere imprigionato lui stesso per questo atto. Un anno dopo, l'Ottetto gli concedere il rilascio e le sue spade astrali, a condizioni che dia la caccia a una strega purosangue. Dopo essersi riunito con i suoi compagni Jhin, Nene e Mismis della 907ª Unità, i quattro si dirigono verso un territorio conteso dove l'Impero sta difendendo una centrale elettrica dai maghi astrali della Sovranità di Nebulis. Iska e la sua unità si trovano a combattere contro diversi maghi e riescono a sottometterli in modo non letale. Tuttavia, la "Strega della Calamità di Ghiaccio" di razza pura, Aliceliese Lou Nebulis IX, scende in campo e manda in frantumi la centrale elettrica dell'Impero con la sua magia. Alice e Iska si affrontano ma finiscono con un pareggio, ed entrambi esprimono il desiderio di porre fine alla guerra in corso prima che Alice si ritiri. Più tardi, Alice assiste a un'opera teatrale con la sua cameriera Rin, quando le viene consegnato un fazzoletto da un uomo che si rivela essere Iska. |                  |         |
| 2        | 2  | Incontro: Il nemico che abbiamo incontrato era... 「邂逅 ―僕とわたしが出会った敵は―」 - Kaigō: boku to watashi ga deatta teki wa | 14 ottobre 2020  |         |
| 2        | 2  | Iska ottiene un biglietto per un'opera teatrale nella città-stato neutrale di Ein e, per puro caso, prende posto accanto ad Alice. Alice e Rin si recano in un ristorante vicino e si ritrovano sedute al tavolo di iska, dove Alice e Iska ordinano lo stesso piatto. Più tardi, la madre di Alice, la regina Nebulis, fa notare che il sigillo sulla fondatrice di Nebulis si sta indebolendo e accenna al fatto che potrebbe essere legato allo spadaccino contro cui Alice ha combattuto in precedenza. Durante la notte, sia Alice che Iska hanno difficoltà a prendere sonno in quanto continuano a pensare ai recenti eventi. Il giorno dopo, Iska e Alice si incontrano casualmente a Ein, mentre visitano contemporaneamente una mostra d'arte. In seguito, Iska si addormenta sulla spalla di Alice, mettendola in imbarazzo. Nel frattempo, l'Ottetto accetta di reintegrare Iska come santo Discepolo se catturerà la Strega della Calamità di Ghiaccio. |                  |         |
| 3        | 3  | Incontro: L'Erede dell'Acciaio Nero e la Strega della Calamità di Ghiaccio 「邂逅 ―黒鋼の後継と氷禍の魔女―」 - Kaigō: kurogane no kōkei to hyōka no majo | 21 ottobre 2020  |         |
| 3        | 3  | Iska arriva nell'ufficio della 907ª Unità quando Risya gli dice che l'Ottetto vuole vederlo. Lì, viene informato che vogliono che lui arresti la Strega della Calamità di Ghiaccio. Quando torna nella sua stanza, Iska chiede a Mismis il permesso di recarsi nella città neutrale e lei accetta a condizione che venga con lui. Nel frattempo, a palazzo, Rin consegna ad Alice un dossier su Iska. Dopo aver parlato con la madre, Alice dice a Rin che vuole che si dirigano verso la città neutrale, così il giorno dopo, Iska, Mismis, Alice e Rin si incontrano nella città neutrale. Dopo che Iska rivela il motivo per cui ha salvato la strega l'anno precedente, Alice chiede a Iska di disertare dall'Impero. Prima che lui possa rispondere, i due vengono attaccati dalla Fondatrice Nebulis, ormai libera dal sigillo. Durante la battaglia, Rin viene ferita e Mismis si occupa di portarla in un ospedale per curarla. Iska e Alice si alleano per sconfiggere la Fondatrice Nebulis, dopodiché Iska rifiuta la richiesta di Alice i due concordano per una tregua temporanea per il resto della giornata. |                  |         |
| 4        | 4  | Intervallo: La battaglia per il vortex 「交差 ―ボルテックス攻防―」 - Kōsa: borutekkusu kōbō | 28 ottobre 2020  |         |
| 4        | 4  | Nella città di Jurak, la 907ª Unità gioca alle slot machine di un casinò. Mentre si svagano, arrivano Alice e Rin, e la prima dopo aver vinto il jackpot, decide di dividere il premio con Nene. A fine serata, sia Alice che Iska si recano in momenti differenti da una cartomante dove ricevono la medesima predizione, che sostiene che l'uno è vicino all'altra. Qualche tempo dopo, Risya informa la 907ª Unità di un vortice nella valle di Myudol. A palazzo, Rin comunica ad Alice che le truppe dell'Impero sono state dispiegate proprio in quella valle, rivelando inoltre che la famiglia Zoe ha intenzionalmente tardato a fare rapporto alla regina. In seguito, le due si confrontano con Lord Maschera, che rivela il motivo per cui il rapporto è stato ritardato. Nella valle di Myudol, le truppe incontrano Nameless, uno degli apostoli, che dà loro l'ordine di trovare e bloccare il vortice. Durante la ricerca del vortice, la 907ª Unità viene informata della scomparsa di una delle altre unità e quando tornano alla base, Nameless decide di non inviare una squadra di soccorso. Iska cerca quindi di parlare con Nameless, ma questi si rifiuta di ascoltarlo, allora Mismis cerca di farlo al suo posto. Alla sera, Alice decide di recarsi nella valle di Myudol, e nel frattempo, Lord Maschera si avvicina a Kissing Zoa Nebulis IX.                                     |                  |         |
| 5        | 5  | Intervallo: Il risveglio del vortex 「交差 ―ボルテックス覚醒―」 - Kōsa: borutekkusu kakusei | 4 novembre 2020  |         |
| 5        | 5  | Alice e Rin arrivano al vortice e Lord Maschera si presenta con Kissing, quindi spiega di voler scatenare una guerra totale con lo scopo di distruggere l'Impero. Nel frattempo, la 907ª Unità sta monitorando la valle di Myudol quando nota una luce astrale. Dirigendosi verso l'area da cui viene scaturita la luce, incontrano l'unità di Shanorotte Gregory, che rivela di essere in realtà una strega astrale. Arriva all'improvviso Nameless che elimina velocemente la squadra di Shanorotte, ma questa riesce a fuggire con Mismis. Quando Shanorotte porta Mismis nei pressi del vortice, Alice decide di approfittarne per dirigersi alla base dell'esercito imperiale e quindi trovare Iska. Iska riesce a raggiungere il vortice per salvare Mismis, ma Kissing libera il suo potere per combatterlo. Alla base, Alice affronta Nameless, mentre nei pressi del vortice, Iska riesce a sconfiggere Kissing dopo un combattimento. In seguito, Lord Maschera getta Mismis nel vortice, e quando Iska salta all'interno per salvarla, Alice li segue. Grazie all'aiuto di Alice, tutti e tre riescono a sopravvivere ma finiscono per separarsi. |                  |         |
| 6        | 6  | Paradiso: Il grande errore di calcolo di Rin 「楽園 ―燐の大誤算―」 - Rakuen: Rin no dai gosan | 11 novembre 2020 |         |
| 6        | 6  | Mentre Alice sta ricordando il suo precedente incontro con Iska, viene avvicinata da Rin, che le suggerisce di recarsi nella città neutrale. Nel frattempo, la 907ª Unità è nel suo ufficio quando Mismis si lamenta per un fastidio che ha su una spalla e Risya affida loro la missione di infiltrarsi nella Sovranità di Nebulis. Qualche tempo dopo, Alice e Rin cercano Iska nella città neutrale, ma non riescono a trovare il ragazzo. Nell'ufficio della 907ª Unità, i ragazzi scoprono che Mismis è diventata una strega astrale a sua insaputa dopo che è caduta nel vortice, ma nonostante ciò, Iska, Jhin e Nene decidono di restarle fedeli e di aiutarla a mantenere il segreto. Il giorno dopo, Iska e Mismis si recano nella città neutrale per svagarsi un po', e quando si separano, il ragazzo viene avvicinato da Alice e si mettono a chiacchierare. Dopo un po' arriva Rin, che dà loro del succo di frutta, e dopo averne bevuto un sorso, Iska perde i sensi. Rin rivela di aver aggiunto al suo succo un sonnifero, ammettendo che non si aspettava che lui lo avrebbe bevuto davvero. A questo punto, le due decidono di prenderlo in custodia, ma quando arriva Mismis questa cerca di fermarle, ma viene bloccata da Alice. Più tardi, Risya riferisce all'imperatore Yunmelngen che Iska è stato catturato.                                                                      |                  |         |
| 7        | 7  | Paradiso: La lunga notte di Alice 「楽園 ―アリスの一番長い夜―」 - Rakuen: Arisu no ichiban nagai yoru | 18 novembre 2020 |         |
| 7        | 7  | Dopo aver convinto Alice, Rin decide di portare Iska ad Alcatroz. Nel frattempo, Risya riferisce all'Ottetto dell'attuale situazione e fa presente che anche Salinger il Demone Trascendente è detenuto ad Alcatroz. In seguito, si reca nell'ufficio della 907ª Unità dove utilizza un gadget per consentire a Nene, Mismis e Jhin di fingersi maghi astrali tramite un finto marchio. Ad Alcatroz, Iska si sveglia prima del previsto mentre il resto della 907ª Unità attraversa con successo il confine e continua la ricerca dell'amico. In un hotel, Rin si offre volontaria per sorvegliare Iska, e nel frattempo, la 907ª Unità si incontra con Risya. All'hotel, quando Alice lascia la stanza, Rin tenta di uccidere Iska pensando che possa costituire un potenziale pericolo per la Sovranità di Nebulis, ma viene fermata da Alice. Alla torre prigione di Ollelugan, Jhin si rende conto che l'Impero ha un secondo fine per la missione e che loro potrebbero essere dei semplici diversivi. Dopo aver fatto una doccia, Iska nota lo stemma astrale sulla schiena di Alice, e quando la ragazza gli chiede cosa pensa di lei, lui afferma che la considera una rivale e non una nemica. Alla fine, Risya si presenta al cospetto di Salinger con l'intenzione di liberarlo dalla sua prigionia.                                                                                               |                  |         |
| 8        | 8  | Paradiso: Il Demone Trascendente 「楽園 ―超越の魔人―」 - Rakuen: chōetsu no majin | 25 novembre 2020 |         |
| 8        | 8  | Mentre Risya spiega a Salinger che lo aiuterà a fuggire dalla torre, all'hotel Rin riferisce ad Alice che qualcuno si è infiltrato nella Sovranità. A Ollelugan, Mismis, Jhin e Nene si ritrovano circondati dalle guardie quando sentono una potente esplosione, quindi ricevono una telefonata da Risya, che gli ordina di ritirarsi. Rin riporta ad Alice che Salinger è fuggito dalla torre di Ollelugan e lasciano Iska all'hotel in modo da evitare ulteriori rischi. A Ollelugan, Mismis fa da esca e permette a Jhin e Nene di eliminare facilmente le guardie, quindi i tre si mettono in contatto con Iska, che si accorge che Alice ha lasciato di nascosto una chiave per poter aprire le manette e quindi fuggire. Mentre Iska si dirige a Ollelugan, Alice e Rin si trovano già sul posto e decidono di dividersi per aiutare i soldati a gestire la situazione. Iska si riunisce ai suoi amici nei pressi della torre, mentre Rin trova e affronta Salinger, ma viene sopraffatta dai suoi poteri. Proprio mentre Salinger sta per uccidere Rin, Iska arriva e la salva. |                  |         |
| 9        | 9  | Paradiso: Iska 「楽園 ―イスカ―」 - Rakuen: Isuka | 2 dicembre 2020  |         |
| 9        | 9  | Durante lo scontro con Salinger, Iska fa promettere a Rin che, se sconfiggerà Salinger, non ostacolerà lui e i suoi amici fino a quando non avranno attraversato il confine. Nel frattempo, a palazzo, Schwartz riferisce la situazione di Ollelugan a Sisbell Lou Nebulis IX, una delle sorelle di Alice. A Ollelugan, Rin supporta Iska nel combattere contro Salinger, mentre Alice ha un breve confronto con Nameless, che però decide di ritirarsi. Alice arriva nel luogo dello scontro di Iska e Rin, consentendo allo spadaccino di ribaltare la situazione contro Salinger, il quale decide di fuggire. Il mattino seguente, Rin riferisce ad Alice che i prigionieri della torre sono stati tutti catturati e che i soldati imperiali si sono ritirarti. Nell'Impero viene rivelato che è stata Risya a confrontarsi con Alice fingendosi Nameless, mentre il vero Nameless afferma che due forze speciali sono riuscite a infiltrarsi nella provincia centrale della Sovranità. Nel frattempo, la 907ª Unità torna a casa e a palazzo, Alice e Rin parlano di Iska e Sisbell le spia. Alla fine, Sisbell capisce che Iska è lo stesso soldato imperiale che l'ha salvata più di un anno fa. |                  |         |
| 10       | 10 | Inizio: La ragazza che prega le stelle 「始動 ―星に願う少女―」 - Shidō: hoshi ni negau shōjo | 9 dicembre 2020  |         |
| 10       | 10 | Risya si incontra con l'imperatore Yunmelngen e gli presenta il suo rapporto. A palazzo, la regina ordina a Sisbell di recarsi ad Aksamira, una nazione indipendente, per indagare se si è schierata con l'Impero. Nel frattempo, la 907ª Unità si prende una pausa quando Michaela, un membro della squadra di coordinamento medico, li mette in congedo forzato per 60 giorni a causa del sovraccarico di lavoro. Più tardi, Elletear Lou Nebulis IX, sorella maggiore di Alice e Sisbell, ha una conversazione con Lord maschera. Quando la 907ª Unità arriva ad Aksamira, trascorre la giornata divertendosi con diversi svaghi. Dopo essersi separati, Sisbell incontra Iska e decide di seguirlo. A palazzo, la regina, Alice e Rin entrano nella stanza di Sisbell, dove Alice e Rin scoprono che Sisbell sa chi è Iska trovando un articolo di un quotidiano che parlano del suo arresto. Nel frattempo, Sisbell chiede a Iska di venire con lei nella Sovranità. |                  |         |
| 11       | 11 | Inizio: Caccia alle streghe 「始動 ―魔女狩り―」 - Shidō: majogari | 16 dicembre 2020 |         |
| 11       | 11 | Sisbell ringrazia Iska per averla liberata l'anno precedente, quindi il ragazzo le chiede il motivo per cui vuole che la accompagni nella Sovranità. La ragazza però si commuove e gli dice che si incontreranno in futuro per parlare nuovamente della vicenda. Nel frattempo, a palazzo, Rin chiede alla regina di permettere ad Alice di recarsi ad Aksamira per poter parlare da sola con Sisbell e chiarire le sue intenzioni. Nell'Impero, l'Ottetto decide di schierare un'arma robotica chiamata Object contro Sisbell. Il giorno dopo, Iska si mostra molto pensieroso riguardo alla conversazione avuta con Sisbell la sera prima, e nel mentre, Elletear dice a Lord Maschera che crede che le sue sorelle possano tradire la Sovranità e il misterioso figuro accetta di indagare sulla questione. Mentre Alice è in viaggio verso Aksamira, nota delle tracce giganti che si dirigono nella stessa direzione, non riuscendo però a capire a cosa appartengano. Più tardi, Iska si separa dai suoi amici per incontrarsi in segreto con Sisbell. Dopo avergli rivelato il motivo per cui cerca il suo aiuto, i due vengono circondati da Lord Maschera e alcuni maghi suoi sottoposti. Sisbell tenta di fuggire, ma viene presa di mira da Object. |                  |         |
| 12       | 12 | Inizio: I due innescano la nascita di un nuovo mondo 「始動 ―あるいは世界を始める２人―」 - Shidō: aruiwa sekai o hajimeru futari | 23 dicembre 2020 |         |
| 12       | 12 | Mentre Iska e nene combattono Object, Lord Maschera cerca di approfittarne, ma viene ostacolato da Jhin e Mismis. Jhin spara a Lord Maschera, ma colpisce il registratore che conteneva la prova del dialogo avuto tra Sisbell e Iska. Lord Maschera tenta allora di bruciarli usando della benzina, ma Mismis usa i suoi poteri astrali per spegnere le fiamme mentre Jhin spara nuovamente a Lord Maschera, facendolo ritirare. Nel frattempo, Nene attacca Object, ma questo si difende, quindi la ragazza si ritira con il resto della squadra per evacuare i civili, mentre Iska e Sisbell combattono il robot. Durante la battaglia, uno spirito astrale esce da Object e intrappola Sisbell al suo interno. Sul campo di battaglia arriva Alice, che fa nuovamente squadra con Iska, e i due riescono a distruggere Object e salvare Sisbell. Dopo lo scontro, Sisbell chiede se Alice e Iska si conoscono, ma loro negano imbarazzati, quindi Sisbell dice che vuole che Iska diventi il suo cavaliere personale. Iska se ne va per riunirsi con i suoi amici, Risya parla con Nameless dell'ultima impresa di Iska, Yunmelngen si incontra con Salinger, Lord Maschera va da Kissing, la regina sospetta che Elletear non sia quella vera mentre Rin pensa ad Alice. Alla fine, Iska e Alice si ritrovano su una panchina a chiacchierare prima di separarsi di nuovo, ognuno per la propria strada. |                  |         |

##### Seconda stagione
| Nº serie | Nº | Titolo italiano Giapponese 「Kanji」 - Rōmaji | In onda        | In onda |
| Nº serie | Nº | Titolo italiano Giapponese 「Kanji」 - Rōmaji | Giapponese     |         |
| 13       | 1  | Strega — Il fato delle stelle — 「魔女 ―星の運命―」 - Majo: boshi no unmei | 10 luglio 2024 |         |
| 14       | 2  | Strega — Il grande sfogo di Alice — 「魔女 ―姉妹戦争―」 - Majo: shimai sensō | 17 luglio 2024 |         |
| 15       | 3  | Strega — La danza di sole, luna e stelle — 「魔女 ―月と星と太陽のダンス―」 - Majo: tsuki to hoshi to taiyō no Dansu                                                                                     | 24 luglio 2024 |         |
| 16       | 4  | Lignaggio — Il mio nome è Elletear — 「血脈 ―イリーティアと申します―」 - Kechimyaku: Irītia tomōshimasu                                                                                                 | 31 luglio 2024 |         |
| 17       | 5  | Lignaggio — Guerra tra sorelle — 「血脈 ―三姉妹戦争―」 - Kechimyaku ― Sanshimai sensō (Arisu gaman dekinai) ―                                                                                           | 8 maggio 2025  |         |
| 18       | 6  | Lignaggio — Il paradiso inizia a crollare — 「血脈 ―楽園の崩壊の始まり―」 - Kechimyaku ― Rakuen no hōkai no hajimari ―                                                                                  | 15 maggio 2025 |         |
| 19       | 7  | Guerra — La notte della caccia alle streghe — 「決戦 ―魔女狩りの夜―」 - Kessen ― Majokari no yoru ― | 22 maggio 2025 |         |
| 20       | 8  | Guerra — Coloro che non saranno perdonati — 「決戦 ―許されざる者―」 - Kessen ― Yurusarezaru mono ― | 29 maggio 2025 |         |
| 21       | 9  | Guerra — La notte del nostro ultimo scontro, o del nostro giuramento — 「決戦 ―キミと僕の最後の決戦、あるいは二人が誓う夜―」 - Kessen ― Kimi to boku no saigo no kessen, aruiwa futari ga chikau yoru ― | 4 giugno 2025  |         |
| 22       | 10 | Stella del mattino — E ora il mondo inizia a muoversi — 「暁星 ―そして世界は動き出す―」 - Gyōsei ― Soshite sekai wa ugokidasu ―                                                                         | 11 giugno 2025 |         |
| 23       | 11 | Stella del mattino — Snow the Sun — 「暁星 ―雪と太陽―」 - Gyōsei ― Yuki to taiyō ― | 18 giugno 2025 |         |
| 24       | 12 | Stella del mattino — Accoglietemi con applausi e grida di giubilo — 「暁星 ―拍手と喝采で出迎えよ―」 - Gyōsei ― Hakushu to kassai de demukae yo ―                                                        | 25 giugno 2025 |         |

### Teatro
Lo spettacolo teatrale Stage "Our Last Crusade or the Rise of a New World" (舞台「キミと僕の最後の戦場、あるいは世界が始まる聖戦」?, Butai「Kimi to boku no saigo no senjō, arui wa sekai ga hajimaru seisen」) è stato annunciato nel settembre 2022 e si è tenuto al Theater 1010 di Tokyo dal 20 al 24 ottobre 2022, e al COOL JAPAN PARK OSAKA TT Hall di Osaka dal 10 al 13 novembre dello stesso anno. La regia e la sceneggiatura sono state curate da Ichidai Matsuda mentre la colonna sonora è stata composta da Naoki Kanekura. Successivamente, lo spettacolo è stato raccolto in un cofanetto DVD nel marzo 2023, contenente due dischi con entrambe le versioni della rappresentazione: la versione Momoka Onishi Ver (大西桃香Ver?, Ōnishi Momoka Ver) e la versione Rena Hasegawa Ver (長谷川玲奈Ver?, Hasegawa Rena Ver).
Il cast, interamente femminile, comprendeva membri del gruppo idol AKB48 e altre artiste. I personaggi sono interpretati da: Momoka Onishi e Rena Hasegawa nel ruolo di Iska, Miria Watanabe in quello di Aliceliese Lou Nebulis IX, Yukari Sasaki come Nene Alkastone, Uki Satake come Rin Vispose, Marina Nagasawa nel ruolo di Mismis Klass, Saki Kitazawa come Sisbell Lou Nebulis IX, Yurie Kozakai come Elletear Lou Nebulis IX, Rina Miyazaki nel ruolo di Risya In Empire, Yuki Minahara come Millavair Lou Nebulis VIII, Mariko Honjo come Jhin Syulargun, Rimo Hasegawa come Lord Maschera, Miho Amane nel ruolo di Kissing Zoa Nebulis IX, Tsunko (nella versione di Tokyo) e Mao Mita (in quella di Osaka) come Salinger e Miyuki Takano nel ruolo di Nameless.
Originariamente, nel cast erano previste Seena Hoshiki come Rin Vispose e Natsume Oki come Millavair Lou Nebulis VIII, ma sono state sostituite rispettivamente da Uki Satake e Yuki Minahara.